# Braye-sur-Maulne
Braye-sur-Maulne ist eine 201 Einwohner (Stand: 1. Januar 2022) zählende französische Gemeinde im Département Indre-et-Loire in der Region Centre-Val de Loire. Sie gehört zum Arrondissement Chinon (bis 2016: Arrondissement Tours) und zum Kanton Langeais. Die Einwohner werden Braylois genannt.

## Lage
Die Gemeinde Braye-sur-Maulne liegt an der Maulne, etwa 37 Kilometer nordwestlich des Stadtzentrums von Tours. Braye-sur-Maulne wird umgeben von den Nachbargemeinden Villiers-au-Bouin im Norden und Osten, Lublé im Süden sowie Marcilly-sur-Maulne im Westen.

## Bevölkerungsentwicklung
| Jahr                       | 1962 | 1968 | 1975 | 1982 | 1990 | 1999 | 2010 | 2021 |
| Einwohner                  | 270  | 258  | 220  | 187  | 197  | 205  | 216  | 199  |
| Quellen: Cassini und INSEE |      |      |      |      |      |      |      |      |

## Sehenswürdigkeiten
- Kirche Saint-Pierre-aux-Liens, Anfang des 12. Jahrhunderts erbaut

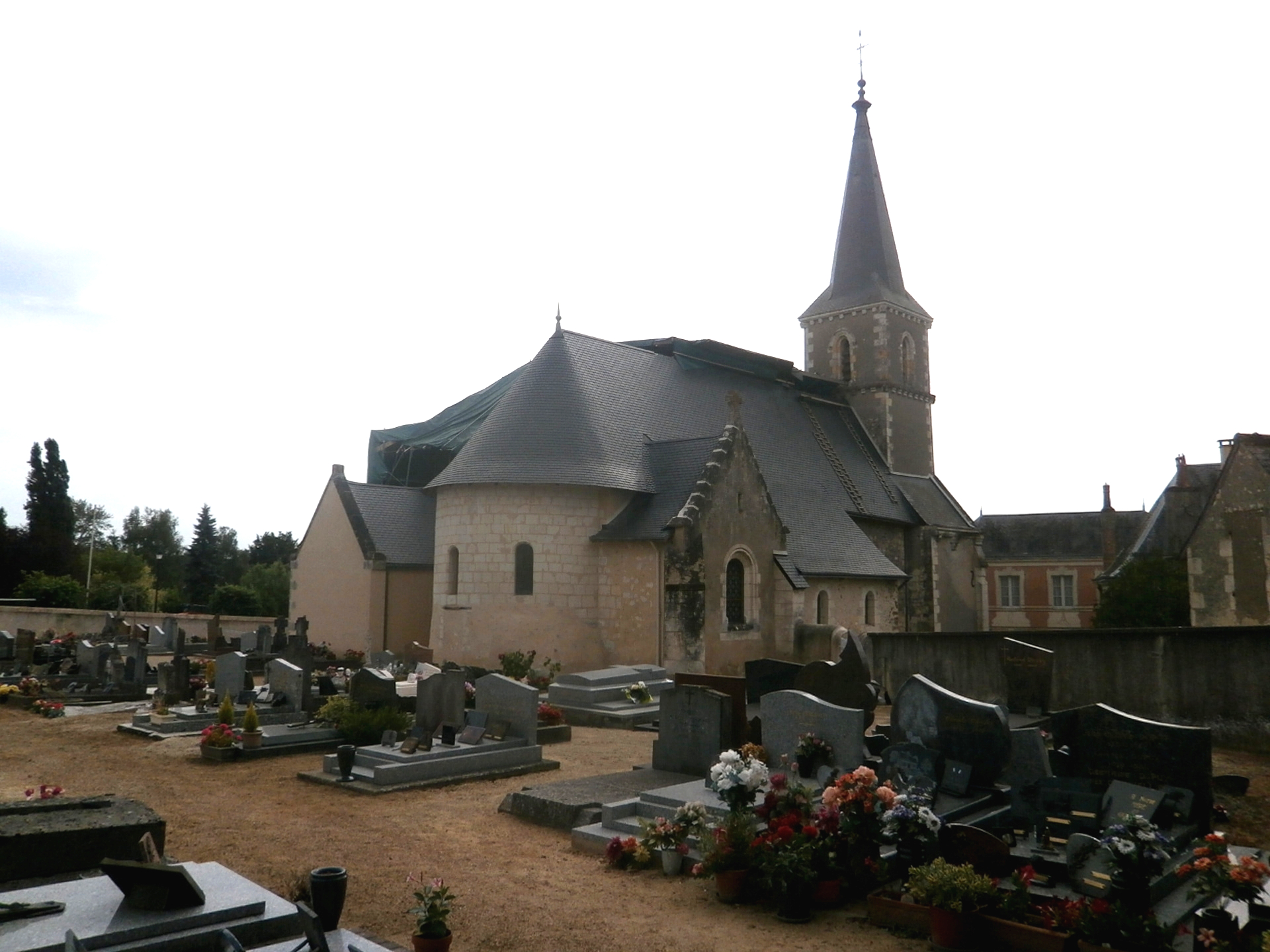
Kirche Saint-Pierre-aux-Liens

- Wasserturm